# Mont Flat Top
Mont Flat Top är ett berg i Kanada.   Det ligger i provinsen Québec, i den sydöstra delen av landet, 400 km öster om huvudstaden Ottawa. Toppen på Mont Flat Top är 814 meter över havet.
Terrängen runt Mont Flat Top är kuperad österut, men västerut är den platt.Trakten runt Mont Flat Top är nära nog obefolkad, med mindre än två invånare per kvadratkilometer.. Närmaste större samhälle är Lac-Mégantic, 16,0 km nordväst om Mont Flat Top. 
I omgivningarna runt Mont Flat Top växer i huvudsak blandskog.